# Ждрило
Ждрило је насељено место у саставу општине Поседарје у Задарској жупанији, Република Хрватска.

## Историја
До територијалне реорганизације у Хрватској насеље се налазило се у саставу старе општине Задар. Као самостално насеље постоји од пописа 2011. године.

## Становништво
На попису становништва 2011. године, Ждрило је имало 116 становника.